# Wang Hongwen
Wang Hongwen, född 1935 i Hsinking, Manchukuo, död 3 augusti 1992 i Peking,  var en av medlemmarna i ”de fyras gäng” som det kinesiska kommunistpartiet, efter Mao Zedongs död 1976, gavs skulden för den s.k. Stora Proletära Kulturrevolutionen.
Wang Hongwen var en veteran från Koreakriget som när kulturrevolutionen började 1966 arbetade som säkerhetsvakt på det statliga spinneriet nr. 17 i Shanghai. Hösten 1966 ledde han en så kallad rebellfraktion av arbetare och anställda på sin arbetsplats och som skicklig agitator avancerade han snabbt till en plats bland dem som var med om att störta stadens partiledning i den s.k. ”januaristormen” 1967. Det var vid denna tid han lärde känna och lierade sig med två andra av medlemmarna i det som skulle bli ”de fyras gäng”, nämligen litteraturkritikern Yao Wenyuan och tidningsredaktören Zhang Chunqiao.
Wang Hongwen invaldes i KKP:s centralkommitté 1969 och av Mao under några år i början av 1970-talet påtänkt som möjlig efterträdare avancerade Wang som högst till posten som vice partiordförande. Han hade i realiteten mycket lite egentlig makt. Tillsammans med Yao och Zhang, och Mao Zedongs hustru Jiang Qing - den fjärde och sista medlemmen i ”de fyras gäng” - arresterades Wang den 6 oktober 1976. Han dömdes av en speciellt inrättad domstol till livstids fängelse 1981 och dog i fängelse.